# 迈克·肯尼
迈克·肯尼（英語：Mike Kenny，1945年1月30日—），英国男子游泳运动员。他曾代表英国参加1976年、1980年、1984年和1988年夏季残疾人奥林匹克运动会游泳比赛，获得十六枚金牌和二枚银牌。